# فاليري ديفيدسون
فاليري ديفيدسون (بالإنجليزية: Valerie Davidson)‏ هي محامية أمريكية، ولدت في 19 مايو 1967 في ألاسكا في الولايات المتحدة.